# Тилни, Фредерик
Фредерик Тилни (англ. Frederick Tilney; ок. 1415 — ок. 1445) — английский дворянин, прадед Анны Болейн и Кэтрин Говард, прапрадед королевы Елизаветы I.

## Биография
Происходил из дворянского рода Тилни, который возвысился после Третьего крестового похода. Он был старшим из шести детей в семье сэра Филипа Тилни и его супруги Изабель Торп. После смерти отца унаследовал его земли, став лордом этих земель в Эшвеллторпе и Бостоне.
Был женат на Элизабет Чени, дочери сэра Лоуренса Чени. В браке у супругов родилась единственная дочь Элизабет Тилни (ок. 1445 — 4 апреля 1497), унаследовавшая титулы отца.
Скончался по неизвестным причинам около 1445 года, был похоронен в аббатстве Ньюшем.